# Tu Romance
Tu Romance fue una colección de cuadernos de historietas publicada en España entre 1959 y 1960 por la editorial Ferma, alcanzando los 54 números, aproximadamente. Cuatro años después, parte de sus historietas fueron reproducidas en la colección DBD.

## Características
Adscrita a la tendencia del "tebeo sentimental-próximo", que había inaugurado un año antes "Rosas Blancas" de Editorial Toray, "Tu Romance" se distinguía por presentar una resolución feliz en forma de historieta al problema sentimental que le había planteado previamente alguna de sus lectoras.

## Números
Exclusivas Ferma
| Número | Fecha | Título                       | Guionista | Dibujante | Actor de portada | Precio facial en pesetas |
| ------ | ----- | ---------------------------- | --------- | --------- | ---------------- | ------------------------ |
| 06     |       | Celia... ¡Vaya calamidad!    | Alberto   | Anita     | Montgomery Clift | 1'50                     |
| 07     |       | ¡Qué tímido es ese muchacho! |           | Badía     | Tony Curtis      | 1'50                     |

Colección DBD
| Número | Fecha | Título            | Guionista     | Dibujante | Actor de portada | Precio facial en pesetas |
| ------ | ----- | ----------------- | ------------- | --------- | ---------------- | ------------------------ |
|        |       | ¿Cuál de los dos? | Flores-Lázaro | Violeta   | Richard Greene   | 2                        |

## Valoración
Para el investigador Juan Antonio Ramírez, la identificación tan concreta de los personajes de cada historieta habría dificultado la captación de un público más amplio.